# Café Nicola

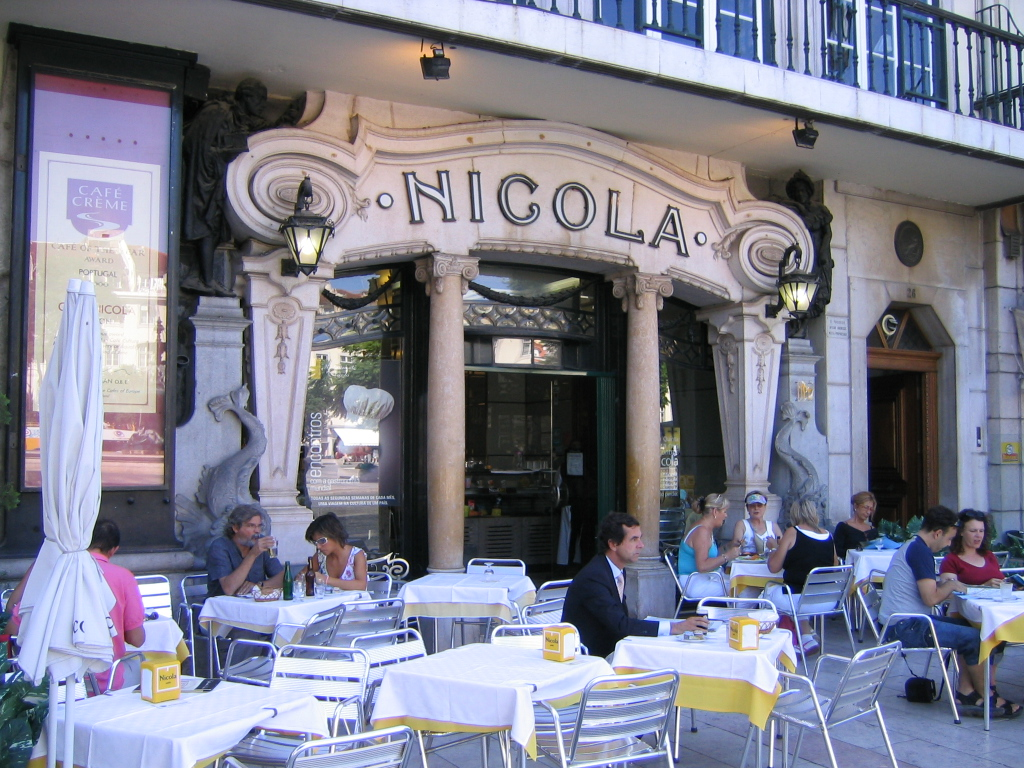
Café Nicola em Lisboa

Café Nicola é um café situado em Lisboa, Portugal. Localizado na praça central da capital, na Praça D. Pedro IV, mais conhecida como Rossio.
No fim do século XIX e início do século XX, uma série de filiais homônimas do Café Nicola abriram em diversas cidades portuguesas, processo semelhante ao do Café A Brasileira. As filiais mais conhecidas eram as localizadas na cidade universitária de Coimbra, e o da estância balnear da Figueira da Foz. Atualmente existem 13 cafés e quiosques Nicola.

## História
O Café Nicola foi fundado em 1787 por um italiano chamado Nicolau Breteiro, conhecido como Nicola. Posteriormente o negócio foi assumido pelo português José Pedro Silva, que manteve o nome do café. O cliente mais r mais conhecido foi o poeta Manoel Maria de Barbosa du Bocage (1765-1805). José Silva, o proprietário do Café Nicola, foi o mais importante apoiador nos anos finais do doente Bocage. 
O café continuou a ser um ponto de encontro de escritores, jornalistas e políticos. Adquiriu o aspecto atual em 1935, quando foi reconstruída em estilo Art Déco segundo planos do arquiteto Raul Tojal . Desde então, algumas pinturas a óleo do pintor Fernando dos Santos (1892–1965) mostram cenas da vida de Bocage. 
O Café Nicola é hoje uma das atrações turísticas e patrimônio de Portugal.  